# Gatumode
Gatumode eller street fashion (engelska) är en term som ofta används för det mode som uppstår "underifrån" utan synbar påverkan från modeskapare och stora klädestillverkare. Denna typ av mode är särskilt förknippad med ungdomliga subkulturer i urbana eller suburbana miljöer.